# Стрекоза двупятнистая
Стрекоза двупятнистая, или корзиночница двупятнистая, или бабка двупятнистая, эпитека двупятнистая, (лат. Epitheca bimaculata) — вид разнокрылых стрекоз из семейства бабок.

## Описание
Длина составляет 55—65 мм, брюшко — 39—43 мм, заднее крыло — 38—44 мм
В основании задних крыльев по большому чёрному пятну. Окраска лишена металлического блеска. Грудь светло-коричневого цвета. Брюшко толстое, несколько сжатое; желтовато-бурое, сверху с голубоватой полоской. Передний край крыльев окрашен в интенсивно-жёлтый цвет.

## Ареал
Транспалеарктический вид. Встречается в Европе, широко распространена по всей Европейской части России, а также на территории Сибири и Дальнего Востока.
На Украине вид зарегистрирован в Западной Лесостепи, Прикарпатье, в Житомирской, Киевской, Полтавской, Харьковской, Одесской и Херсонской областях. На западе Украины сейчас чрезвычайно редкий, в Киевской области — обычный вид.

## Биология
Время лёта: конец мая — начало июля. Вид связан с различными типами стоячих водоёмов, особенно небольших и заросших плавающей растительностью. Часто вид встречается в лесных ландшафтах. Отличается быстрым и красивым полётом. Самка откладывает яйца в воду в виде длинного шнура, который выпускает во время низкого полёта при касании кончиком брюшка поверхности водной глади. Личинки ведут придонный образ жизни. Развитие личинок длится 2—3 года.